# توبكي

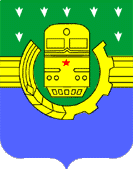
علم مدينة توبكي

توبكي (بالروسية: Топки) هي إحدى مدن روسيا في مقاطعة كيمروفسكايا. تبعد مسافة 38 كيلومتر غربا عن كيميروفو.